# Ole Nielsen (Politiker)
Kristian Ole Jakob Niels Daniel Nielsen (* 8. Dezember 1921 in Tasiusaq; † unbekannt) war ein grönländischer Kaufmann und Landesrat.

## Leben
Ole Nielsen war der älteste Sohn des Udstedsverwalters Hans Nielsen (1891–?) und seiner ersten Frau Marie Pauline Birthe Danielsen (1901–1927). Die Männer in seiner Familie waren seit längerem in Handelsdiensten tätig und so wurde auch Ole Handelsverwalter in Orten in der Gemeinde Upernavik. Von 1955 bis 1959 war er Mitglied des grönländischen Landesrats. An der letzten Sitzung nahm er wie seine Kollegen aus Uummannaq und Qullissat nicht teil.